# Glenea variabilis
Glenea variabilis là một loài bọ cánh cứng trong họ Cerambycidae.